# Сноуборд на зимней Универсиаде 2009
Соревнования по сноубордингу в рамках зимней Универсиады 2009 года прошли с 20 по 27 февраля. Разыгрывалось 7 комплектов наград.

## Результаты соревнований
| Старт                                                                                  | Женщины                                                      | Мужчины                                                            |
| -------------------------------------------------------------------------------------- | ------------------------------------------------------------ | ------------------------------------------------------------------ |
| Борд-кросс 1. 21 февраля 2009 Женщины: 2. 21 февраля 2009 Мужчины:                     | Клэр Шапото Клара Коукалова Рафаэла Брутто Финишный протокол | Андреас Лаузеггер Марцин Боциан Клеменс Болли Финишный протокол    |
| Параллельный гигантский слалом 1. 23 февраля 2009 Женщины: 2. 23 февраля 2009 Мужчины: | Аня Пуггль Сёко Миятакэ Каролина Стокфиш Финишный протокол   | Виктор Куликов Андреас Лаузеггер Алекс Дойбль Финишный протокол    |
| Хафпайп 1. 25 февраля 2009 Женщины: 2. 25 февраля 2009 Мужчины:                        | Лю Цзяюй Сунь Чжифэн Сюй Чэнь Финишный протокол              | Кадзухиро Кокубо Ким Ходжун Цзэн Сяое Финишный протокол            |
| Биг-эйр 1. 27 февраля 2009 Мужчины:                                                    | не проводилась                                               | Кадзухиро Кокубо Пекка Руоканен Дмитрий Миндруль Финишный протокол |